# Pierre Jacques Bourdon
Pour les articles homonymes, voir Bourdon.
Pierre Jacques Nicolas Bourdon est un homme politique français né le 24 janvier 1748 à Dieppe (Seine-Maritime) et décédé le 14 mai 1816 à Rouen (Seine-Maritime).
Procureur du roi du bailliage d'Arques sous l'Ancien Régime, il est député du tiers-état aux Etats-Généraux de 1789 pour le bailliage de Caux. Il est élu député de la Seine-Maritime au Conseil des Anciens le 23 germinal an VI. Favorable au coup d'État du 18 Brumaire, il est maintenu au Corps législatif, puis devient juge au tribunal civil de la Seine-Maritime.